# サンテーリャス
サンテーリャス（カタルーニャ語: Centelles: IPA：[sənˈteʎəs]）は、スペイン・カタルーニャ州バルセロナ県のムニシピ（基礎自治体）。クマルカ（郡）としてはウゾーナ郡に属する。クマルカの中心自治体であるビックや州都バルセロナとの交通の便は良く、日曜日に開かれる市には多くの人が訪れる。スペイン語による表記はCentellas（センテーリャス）。

## 人口
| サンテーリャスの人口推移 1900－2010                     |
|                                                         |
| 出典:INE（スペイン国立統計局）1900年 - 1991年、1996年 - |

## 歴史
サンテーリャスについての最古の記録は898年である。サンテーリャスという名称は14世紀に男爵の称号を得たサント・マルティの城主によって命名された。現在の街は、後にサンタ･クローマ・デ・ビニョーラスと呼ばれるようになる、サンタ・クローマ・デ・プジョルリック教会の周りに形成された。
14世紀に男爵ルイス1世は市街地の周囲に城壁を築き、街はサンタ・クローマ・デ・サンテーリャスに改称した。15世紀に男爵家は居館を教会の敷地内に移し、16世紀には男爵位は伯爵位に格上げされた。城壁にはサント・アントーニの門、アムントもしくはサント・マルティの門、ノウ門（新しい門）3つの門があったが、ノウ門のみが現在まで残されている。

## 経済
サンテーリャスの経済活動は多様で、乾燥農業、牧畜業、工業などがある。

## 政治
自治体首長はPSC-PM（Partit dels Socialistes de Catalunya-Progrés Municipal、カタルーニャ社会党を中心とした連合体）のミケル・アリーサ・コマ（Miquel Arisa Coma）で、自治体評議員は、PSC-PM：9、集中と統一（CiU）：2、ApC-E（Alternativa per Centelles-Entesa、ローカル政党）：1、ESQUERRA-AM（Esquerra Republicana de Catalunya - Acord Municipal、民族主義政党であるカタルーニャ左翼共和党を中心とした連合体）：1となっている（2011年5月22日の自治体選挙結果、得票順）
| 1999年6月13日自治体選挙 |        |        |          |
| 政党                    | 得票数 | 得票率 | 獲得議席 |
| PSCPMC                  | 2,303  | 72.13% | 10       |
| CiU                     | 531    | 16.63% | 2        |
| PP                      | 222    | 6.95%  | 1        |
| ERC-AM                  | 103    | 3.23%  | 0        |

| 2003年5月25日自治体選挙 |        |        |          |
| 政党                    | 得票数 | 得票率 | 獲得議席 |
| PSC-PM                  | 2,581  | 72.56% | 10       |
| CiU                     | 529    | 14.87% | 2        |
| ERC-AM                  | 326    | 9.17%  | 1        |
| PP                      | 71     | 2.00%  | 0        |

| 2007年5月27日自治体選挙 |        |        |          |
| 政党                    | 得票数 | 得票率 | 獲得議席 |
| PSC-PM                  | 2,331  | 63.29% | 10       |
| CiU                     | 692    | 18.79% | 2        |
| APC-EPM                 | 342    | 9.29%  | 1        |
| ESQUERRA-AM             | 121    | 3.29%  | 0        |
| IC-CUP                  | 78     | 2.12%  | 0        |
| PP                      | 51     | 1.38%  | 0        |

| 2011年5月22日自治体選挙 |        |        |          |
| 政党                    | 得票数 | 得票率 | 獲得議席 |
| PSC-PM                  | 2,047  | 57.74% | 9        |
| CiU                     | 679    | 19.15% | 2        |
| ApC-E                   | 346    | 9.76%  | 1        |
| ESQUERRA-AM             | 281    | 7.93%  | 1        |
| PP                      | 74     | 2.09%  | 0        |

### 司法行政
サンテーリャスはビック司法管轄区に属す。

## 名所・史跡
- サンタ・クローマ教会 - バロック様式の教会。
- サンテーリャス城（スペイン語版）城壁跡 - 別名サント・マルティ城

## 出身者
- イルデフォンソ・セルダ - 都市計画家